# Maria Dahl
Maria Johanna Dahl, geboren als Grosset (26 juli 1872 - 6 januari 1972) was een in Oekraïne geboren Duitse zoöloog, arachnoloog en carcinoloog. Samen met haar man, Friedrich Dahl, was ze co-auteur en redacteur van de zoölogische serie Die Tierwelt Deutschlands, gepubliceerd tussen 1925 en 1968.

## Leven
Maria Johanna Grosset werd geboren op 26 juli 1872 in Boromlya, in het Keizerrijk Rusland (nu de Oblast Poltava, Oekraïne). Ze was cum laude afgestudeerd van het vrouwengymnasium in Charkov. In 1889 werd Grosset cultuurleraar.
In 1890 emigreerde Grosset met haar gezin naar Kiel, Duitsland, waar ze naar een vakschool ging. Ze was echter van plan medicijnen te gaan studeren, maar in die tijd konden alleen mannen in Duitsland medische opleidingen volgen. In 1891 moest Grosset de examens opnieuw afleggen, omdat haar Russisch diploma in Duitsland niet werd erkend. 
Op 19 juni 1899 trouwde Grosset met Friedrich Dahl. Het echtpaar kreeg vier kinderen.
Vanwege de gezondheidsproblemen van Friedrich Dahl verhuisde ze naar Greifswald, waar Dahl na de dood van haar man in 1929 bleef wonen.
Maria Dahl stierf op 6 januari 1972 op 99-jarige leeftijd.

## Carrière
Van 1892 tot 1899 was Dahl werkzaam als assistent van Karl Brandt bij het Zoölogisch Instituut in Kiel, waar ze werkte met de collecties van de Plankton-expeditie van 1889-90.
In de twee decennia nadat ze in 1899 trouwde, was Dahl vooral bezig met de geboorte en opvoeding van haar vier kinderen. Maar rond 1907 moedigde haar man, Friedrich Dahl, haar aan om door te gaan met het werk dat hij was begonnen aan de eenoogkreeftjes van de Plankton-Expeditie. Thuiswerkend had Dahl in 1912 een monografie van uitmuntendheid voltooid, gepland als onderdeel van een serie. In het voorwoord van haar analyse van het geslacht Corycacinen verontschuldigde Dahl zich voor het niet hebben van een doctoraat in de zoölogie, en voor de tijd die het kostte om de taak te voltooien.
Na de Eerste Wereldoorlog was Dahl samen met haar man bezig met onderzoek naar spinachtigen. In 1920 begon Dahl haar onderzoek aan de Humboldtuniversiteit te Berlijn en hield zich daar tot 1925 mee bezig.
Het gezamenlijke onderzoek van Dahl en haar man resulteerde in de publicatie van Die Tierwelt Deutschlands in 1925. Friedrich Dahl was de oprichter en auteur van de eerste drie delen, terwijl Maria co-auteur was van het vijfde deel en 15 delen bewerkte. Een recensie in Nature noemde Die Tierwelt Deutschlands "een naslagwerk dat nodig is voor elke bibliotheek van de zoölogie", waarbij wordt opgemerkt dat "elke soort een uitstekende en goed geïllustreerde systematische beschrijving krijgt". Na de dood van Friedrich Dahl in 1929 ging Maria Dahl door met het bewerken van Die Tierwelt Deutschlands tot 1968.
Dahl publiceerde verschillende werken over spinnen en voltooide de redactie van het boek van haar man over Melanesië.

## Lijst met publicaties
- 1926 - Dahl (M.) (Maria), Spinentiere oder Arachnoidea. I.Spring-spinnen (Salticidae) . Tierw. Deuts., 1926, pp.1-55, 159 fig.
- 1927 - Dahl (M.), vide DAHL (F.) & Maria DAHL, 1927.
- 1928 - Dahl (M.), Einige Lebendbeobachtungen an Argiope lobata (Arachneae, Argiopidae) . Zool. Anz., 75 (3-4), pp. 79-85
- 1928 - Dahl (M.), Spinnen (Araneae) von Nowaja-Semlja . Norsk. Vid. Akard. Oslo, 1928, pp.1–37.[8]
- 1931 - Dahl (M.), Spinnentiere oder Arachnoidea. VI. 24 Familie: Agelenidae . Tierw. Deuts., 1931, pp.1-46, 76 fig.
- 1933 - Dahl (M.), Spinnen (Araneae). in The Norwegian North Polar Expedition with the Maud 1918-1925, Scientific Results, 5 (16), pp.3–4.
- 1935 - Dahl (M.), Zur Kenntnis der Spinnentiere Schlesiens. A. Araneae en Opiliones . Sitz-ber. Ges naturf. Freu. Berlijn, 1935, pp.337–353.
- 1937 - Dahl (M.), Spinnentiere oder Arachnoidea. VIII. 19 Familie: Hahniidae . Tierw. Deuts., 1937, pp.100–114, 33 fig.
- 1937 - Dahl (M.), Spinnentiere oder Arachnoidea. VIII. 20 Familie: Argyronetidae . Tierw. Deuts., 1937, pp.115–118, fig.34-38.
- 1938 - Dahl (M.), Zur Verbreitung der Gattung Porrhomma in deutschen Höhlen, Stollen, Bergwerten und Kellern und deren freilebenden Arten . Mitt. Höhl. u. Karstjorsch., 1938, pp.122 132, 9 fig.

- Bibsys: 5003039
- Bibliothèque nationale de France: cb146267685 (data)
- Gemeinsame Normdatei: 102804079
- International Standard Name Identifier: 0000 0001 1748 9728
- Library of Congress Control Number: no94025596
- Nationale Bibliotheek van Tsjechië: jcu2014815882
- Nationale Bibliotheek van Israël: 987007335737705171
- Nederlandse Thesaurus van Auteursnamen: 156889927
- Réseau des bibliothèques de Suisse occidentale: 02-A003151309
- Système universitaire de documentation: 136751466
- Virtual International Authority File: 20078657
- WorldCat: E39PBJd8cK6dxr39kJJqVfryVC